# Augusto Ferreyros
Augusto Ferreyros Pérez (Lima, 12 ottobre 1924 – 2007) è stato un cestista peruviano.

## Carriera
Con il Perù ha partecipato alle Olimpiadi del 1948, disputando 7 partite.